# Asistente (rango)

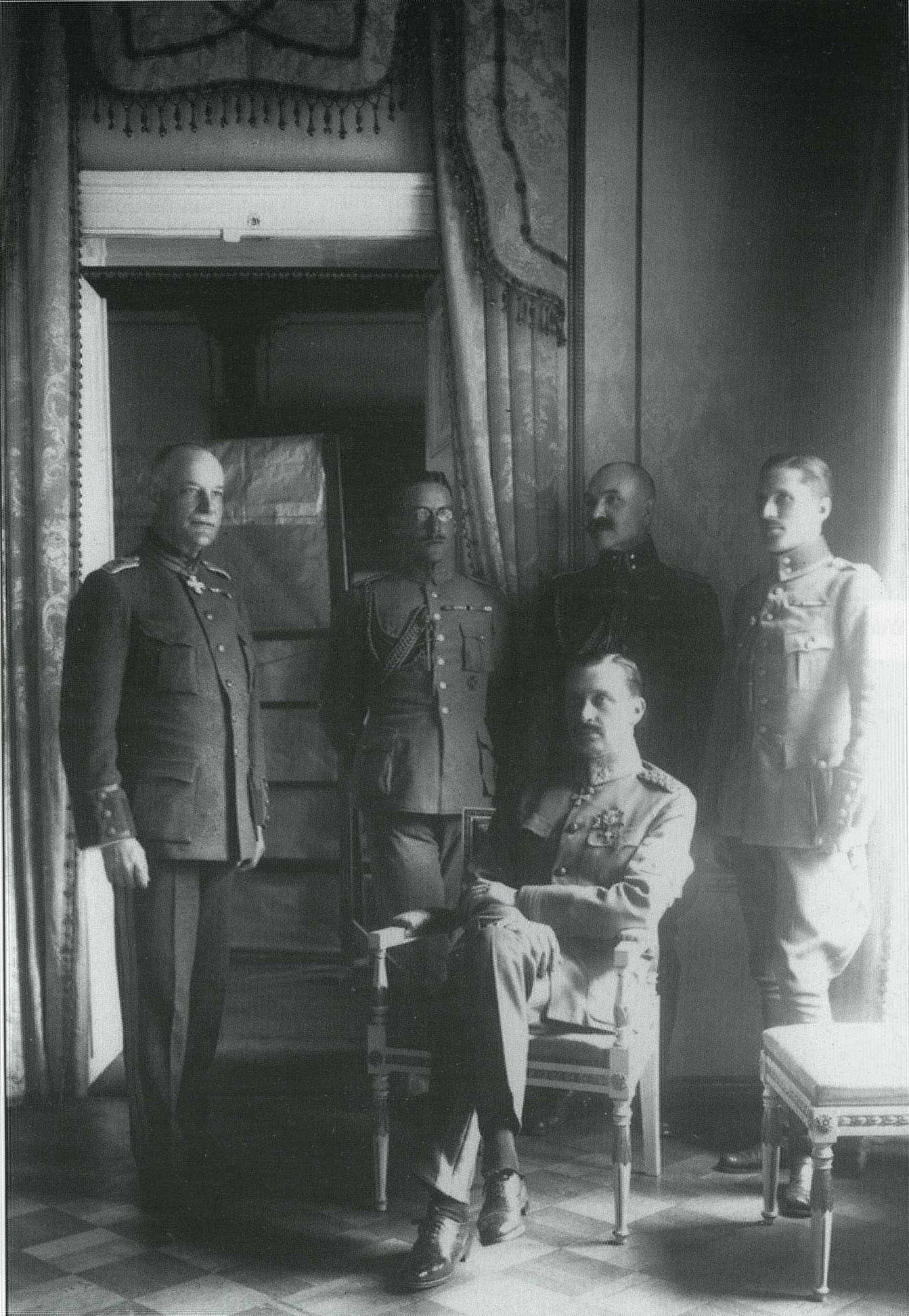
Gustaf Mannerheim, regente de Finlandia (sentado) y sus asistentes (de izq. a der.) Tte. Cor. Lilius, Cap. Kekoni, Tte. Gallen-Kallela, Al. Rosenbröijer.

Asistente, adjunto, ayudante o edecán (en inglés y alemán adjutant, en francés adjudant) puede ser una función militar o, dependiendo del país y la época, incluso un rango.
Un asistente es un oficial o suboficial cuya tarea consiste en ayudar a un rango superior con las funciones administrativas propias del puesto, de forma similar al trabajo realizado por un ayudante de campo.
Un asistente general, edecán general o incluso auditor general es un asistente responsable de la dirección de todas las tareas administrativas en un ejército.

## Origen de los términos
La forma edecán para referirse a un asistente o ayudante de campo proviene de una adaptación fonética de la expresión equivalente francesa, Aide-de-camp.
El término empleado en la mayoría de los países anglosajones, así como en Alemania y Francia (adjutant), proviene del latín adiutans, participio presente del verbo adiuvare, ayudar. Esta posición de hecho existió en el ejército romano, para la cual se empleaba el nombre adiutor. Es precisamente de esta forma de la que se acabó derivando la forma anglosajona adjutant, que a veces se ha traducido erróneamente al español como auditor, especialmente en el caso del cargo de Auditor General, cuya forma correcta es realmente Asistente General.

## Función militar
En el ámbito militar, los términos edecán, asistente, ayudante, asistente de campo o ayudante de campo se usan para varias funciones, pero generalmente para referirse al ayudante principal de un oficial al mando.
Un Asistente regimental, de batallón, de guarnición, etc. es un oficial de Estado Mayor que ayuda al oficial al mando de un elemento administrativo (como un regimiento, batallón, guarnición, etc.) en la gestión de los detalles administrativos de dicho elemento. 
En el Ejército británico, el adjutant es generalmente un capitán con experiencia (a veces incluso un mayor). Como oficial de Estado Mayor de un regimiento, en el antiguo sistema regimental británico el asistente se ocupaba de toda la organización, administración y disciplina de un batallón o regimiento, tarea que hoy día recae en el Oficial Administrativo Regimental (Regimental Administrative Officer, RAO). Hasta la década de 1970 el asistente era también el Oficial de Operaciones del regimiento, aunque ahora dicha función es realizada por otro oficial. En el Ejército Británico los asistentes tienen rango de oficial de campo, y como tales son superiores por antigüedad a los demás capitanes o mayores de su unidad. A diferencia del RAO, que como oficial pertenece al Cuerpo del Asistente General, el asistente es miembro del cuerpo de ejército o regimiento del que su unidad forma parte.
La tarea del asistente no es solo administrativa en el Ejército Británico, ya que normalmente acompaña al coronel jefe de su regimiento. En un batallón de infantería, el asistente controla la batalla mientras el oficial al mando la dirige, por lo que ocupa una posición de influencia significativa en su batallón. Por ejemplo, el capitán David Wood, asistente del 2.º Batallón, Regimiento Paracaidista, murió en combate en la Batalla de Pradera del Ganso durante la guerra de las Malvinas. En los ejércitos de la mayoría de los países de la Commonwealth, el asistente cumple con esas mismas funciones.
En el Ejército de los Estados Unidos, el asistente era históricamente un miembro de la rama o regimiento de la unidad correspondiente (p.ej., en un batallón de infantería el asistente sería consecuentemente un oficial de infantería). En el año 2008 se produjo una remodelación en el ejército por la cual los oficiales asistentes en unidades a partir del batallón pasaban además a formar parte de la oficina del Asistente General. El asistente a nivel de batallón es generalmente un capitán júnior o un teniente primero sénior, que conjuntamente con la sección S-1 gestiona las funciones administrativas de la unidad. El asistente, particularmente a nivel de batallón, trabaja conjuntamente con el sargento mayor en ceremonias, eventos formales, informes de evaluación, gestión de correspondencia y otras tareas administrativas. A nivel de brigada, un asistente suele tener el rango de capitán o mayor. Por encima del nivel de brigada, el oficial al cargo de la sección de personal ya no recibe la denominación de asistente. En cualquier nivel de unidad, el asistente ya no sirve como ayudante personal del oficial al mando, sino como miembro del Estado Mayor bajo las órdenes del oficial ejecutivo.

## Rango de suboficial

Insignia de adjudant-chef. Arriba : infantería. Abajo: chasseurs alpins

Insignia de adjudant. Arriba : infantería. Abajo : chasseurs alpins

En algunos ejércitos, principalmente de países francófonos, adjudant (la forma francesa de adjutant) es un rango de suboficial, similar al de sargento de Estado Mayor o Warrant Officer.

### Benelux
En los ejércitos de Bélgica y Luxemburgo existen los rangos de Adjudant, Adjudant-Chef y Adjudant-Major.
En el holandés, estos rangos se conocen colectivamente como Keuronderofficier ("Suboficiales de élite"). 

### Canadá
En el Ejército y la Fuerza Aérea de Canadá, adjudant es la forma francesa de referirse al término inglés Warrant Officer, y como tal puede referirse tanto al conjunto de suboficiales como a los rangos específicos de Adjudant (Warrant Officer), Adjudant-maître (Master Warrant Officer) y Adjudant-chef (Chief Warrant Officer). El equivalente francés para referirse al término inglés adjutant en su sentido de "asistente" es Capitaine-adjudant.

### Francia
En el Ejército, la Fuerza Aérea y la Gendarmería francesas, adjudant es un rango de suboficial. Estos rangos son superiores al de sargento e inferiores al de sargento mayor. Los rangos existentes son Adjudant y Adjudant-Chef.
En las Fuerzas Armadas Francesas cada cuerpo tiene un color asociado: dorado (la mayoría de las unidades de infantería, artillería, toda la fuerza aérea, ingenieros, etc.) o plateado (la mayoría de las unidades de caballería, intendencia, etc.). La insignia de un adjudant es una banda con una delgada línea roja sobre el color contrario al de su cuerpo, mientras que un Adjudant-Chef lleva la misma línea roja sobre una banda del mismo color que el de su cuerpo. A fin de distinguir un Adjudant de un Adjudant-Chef es necesario conocer el color del cuerpo de procedencia; normalmente es el color de la insignia de la gorra.

### India
El Ejército de la India tiene la función de asistente o ayudante, basada en el antiguo sistema regimental británico. Los asistentes son en la mayoría de los casos capitanes, aunque algunos pueden tener el rango de mayor (especialmente en los centros regimentales). El Subedar Adjutant es un rango exclusivo del Ejército de la India, consistente en un subedar que actúa como delegado del Asistente. En el Ejército Indio Británico la posición equivalente era la de Jemadar Adjutant

### Argentina
En el Ejército Argentino el Ayudante del Jefe de unidad es un oficial con el grado de subteniente a capitán o incluso un suboficial superior, con la función de asistir al Jefe en la confección de la Orden del Día y la administración de los servicios de guardia y turnos de la su unidad. También es el asesor directo del Jefe en cuanto a la resolución de situaciones disciplinarias y calificaciones del personal, en conjunto con el Segundo Jefe de Unidad (2.º al mando) y el Encargado de Unidad (función similar al de sargento mayor de las FF.AA. británicas). Además existe el grado de Sargento Ayudante (segundo grado de Suboficial Superior), equivalente a Suboficial Primero de la Armada Argentina y Suboficial Ayudante en la Fuerza Aérea Argentina.